# Conrad Dürr
Conrad Dürr (auch Konrad Dürr; * 18. Dezember 1907; † 8. März 1999) war ein deutscher Motorradrennfahrer.
Dürr bestritt zwischen 1929 und 1937 als Privatfahrer auf einer 500- sowie einer 1000-cm³-Standard Solo- sowie Seitenwagenrennen bei Sandbahn-, Eis-, Berg- und Rundstreckenveranstaltungen.
Einige seiner sportlichen Erfolge waren unter anderem Siege beim Ratisbona-Bergrennen 1931 und 1933, beim Klausenrennen 1931 und 1932, beim Eisrennen auf dem Titisee 1933 sowie beim Gabelbachrennen 1933, eingefahren jeweils auf einem 500-cm³-Standard-Gespann.
Conrad Dürr übernahm 1932 die 1000er Standard von Hermann Lang, der zu Mercedes-Benz in den Rennwagen wechselte. Es lassen sich nicht mehr alle Erfolge belegen, doch gibt es noch Fotos vom Vergleichsrennen auf dem Eibsee 1932/33 mit Ernst Udet in seinem Flugzeug Flamingo, Bernd Rosemeyer im Rennwagen der Auto Union AG und Conrad Dürr mit seinem Standard-Gespann.
In diesen Jahren gehörte er auch zu den erfolgreichsten deutschen Fahrern in der Schweiz. Sein Standardgespann nun ausgerüstet mit einem 1000er J.A.P.-Motor, mit einer Literleistung von 90 PS. Zu seinen Erfolgen zählten der Sieg beim Großen Preis der Schweiz in Bern (und die schnellste Runde), der Sieg im April 1933 beim Großen Preis der Mustermesse in Basel, der Sieg im Juli beim Bergrennen am Weissenstein/Solothurn (mit der schnellsten Zeit aller Gespanne und neuem Rekord), Sieg beim Bergrennen Ciona-Paradiso/Lugano.
1934 gründete er mit dem bekannten Schweizer Meisterfahrer Hans Stärkle Renngemeinschaft Stärkle/Dürr.
Conrad Dürr stellte in wenigen Jahren 22 Rekorde auf und erzielte mit dem Gespann zwölf Tagesbestzeiten. Er war auch begeisterter Solofahrer mit einer 250er Moto Guzzi, einer 500er Norton und natürlich mit seiner 1000er Standard, wenn es galt, einen der beliebten Schweizer Kilometer-Lancèes mitzufahren und zu gewinnen.
Beim Feldbergrennen im Taunus fuhr das Gespann Conrad Dürr/Heiner Frey 1934 in der Klasse über 1000 cm³ hinter dem Tornax-Duo Karl Braun/Erwin Badschig auf den zweiten Rang.